# マンゴーと赤い車椅子
『マンゴーと赤い車椅子』（マンゴーとあかいくるまいす）は、2015年2月7日に公開された日本の実写映画。監督は仲倉重郎。

## あらすじ
障がいを受け入れられない主人公彩夏は、親切にしてくれる周りの人にも素直になれずに苛立ちをぶつける。
彩夏は、理学療法士の菊地拓也の指導のもとリハビリを始めるが、上手く行かずに感情的になる。常に不機嫌な彩夏にも車椅子の高校生・外崎千尋は、めげずに話しかける。また彩夏は、車椅子で施設内を暴走する五十嵐翔太に出会い、感じの悪さに不快感を示す。千尋から翔太が活動するバンドのライブに誘われるも、興味ないとつっぱねる。
正春と暮らす大好きな祖母・勝子からのケータイメールを辛いリハビリ生活を送る彩夏は一番の支えにしていた。子供の頃、祖母が栽培していた赤いマンゴーは、彩夏をワクワクさせてくれる大好きなもの。リハビリ生活を始めて一ヶ月後、注文していた赤い車椅子が届き彩夏は目を輝かせる。
見舞いに来た直樹に彩夏は、「歩けないけど子供は作れる」と伝えるが、逆に別れ話を切り出されてしまう。その夜ショックを受けたまま車道近くに佇む彩夏のそばをスピードのある車が向かってきてはねられそうになる。すんでのところで翔太が身を挺して助けてくれた後、呆然とする彩夏に命の大切さを教える。心を入れ替えてリハビリに励む彩夏だったが、翔太のバンドが1週間後のライブを最後に解散することを知る。

## キャスト
宮園彩夏
演 - 秋元才加
23歳の看護師。転落により脊髄損傷で下半身不随となり、一人では寝返りすら打てない状態。そのため素直になれずに周りの人に冷たい態度で過ごす。子供の頃から優等生な姉・春菜と比べられて劣等感を抱いている。いわゆる、おばあちゃん子で勝子を慕う。好物はマンゴー。赤い色が好き。
五十嵐翔太
演 - NAOTO（EXILE・三代目 J SOUL BROTHERS from EXILE TRIBE）
「RNA」のボーカル＆ギター。脊髄腫瘍のため車いす生活を送っている。無愛想でどちらかと言うと口数が少ない方。車椅子について「足が不自由な者にとって一人で生きていくための武器、戦車みたいなもの」という持論を持つ。

### 彩夏と関わる主な人々
菊地拓也
演 - 仁科貴
東京リハビリセンターの理学療法士。関西弁を話し、冗談も交えながら会話する。患者にリラックスさせるように明るく楽しい空気で接するように務める。自ら『キクタク』の愛称で呼ばれることを望む。
外崎千尋
演 - 吉岡里帆
18歳の少女。脊髄損傷により車いす生活をしている。あだ名は『ちーちゃん』。ポジティブな性格で、出会った当初から彩夏に好意的に接する。彩夏を『彩夏姉さん』と呼び慕う。病院そばの少し高台の公園がお気に入りの場所。
後藤直樹
演 - 森宮隆
彩夏と不倫関係にある恋人。見舞いに訪れるが彩夏の思いに徐々に気持ちが離れてしまい、その後関係にピリオドを打つ。

### 彩夏の家族
宮園勝子
演 - 三田佳子
彩夏の祖母。仲良しの彩夏とは変換ミスをしながらもメールでやり取りしている。認知症を患っているが、地元のちょっとしたイベントで歌を歌うなど元気にしている。最愛の夫・政夫は既に故人だが、生前はテナー・サックス奏者だった。趣味は夫が演奏したジャズのレコードを聴くこと。
宮園正春
演 - 榎木孝明
鹿児島県大隅のマンゴー農家で彩夏の父。勝子と共に実家で暮らす。彩夏が周りに迷惑をかけていないかと気を揉む。その後、勝子にせがまれて遠く離れた彩夏のリハビリ施設まで見舞いに訪れる。
宮園洋子
演 - 愛華みれ
彩夏の母。病院の近辺に部屋を借りて彩夏の入院生活に付きそう。歩けない苛立ちに彩夏が荒れた言動を取るため、周りへの気苦労を重ねる。しばらくの間付き添っていたが、自宅で勝子がボヤ騒ぎを起こしたことを機に帰宅する。
宮園春菜
演 - 石橋真珠
彩夏の姉。彩夏とは性格が違っており、しっかり者で優等生だった。彩夏は幼い頃から姉の春菜に対して劣等感を抱いていた。

### 主な患者
小川龍之介
演 - 石井貴就
14歳の少年。脊髄損傷により車いす生活をしている。あだ名は『りゅう』。足は不自由だが、性格は明るく足以外はいつも元気。バンド活動をする翔太のファン。
高柳マリヤ
演 - 杉田かおる
彩夏と同室の患者。脊髄損傷で車いす生活をしている。カタログ販売員で彩夏や他の患者に商品を勧める。いかつい格好をしているが意外と優しい息子がいる。
野田幸子
演 - 松金よね子
彩夏と同室の患者。主婦だが、脳梗塞により運動・言語に障害が出たため入院している。

### その他の人物
山口めぐみ（看護師）
演 - 折井あゆみ
彩夏の担当の看護師。転院してきた彩夏に色々と説明する。
野田清一郎
演 - ベンガル
幸子の夫。幸子に付き添い、五十音表などのフリップの指差しでリハビリを手伝う。
自転車屋の店主
演 - ドン小西
街なかで龍之介の車椅子がパンクした時に修理をする。
ライブハウスの親切な人
演 - RED RICE（湘南乃風）
見た目は怖そうだが、優しい人。階段の前で進めなくて困っている車椅子の人を背負って運ぶ。

## 制作

### 企画
この作品は、元看護師である滝野澤直子の著書『でもやっぱり歩きたい、直子の車椅子奮闘記』と自身も車いす生活を送っている監督の仲倉の体験談を交えた作品となっている。

### 主題歌・挿入歌
主題歌
米良美一「TRUTH」（作詞 松本一起 /作曲 犬飼伸二 / 編曲 SADA、ユニバーサルミュージック）
挿入歌
辛島美登里「名前のない空」（作詞 辛島美登里 / 作曲 犬飼伸二 / 編曲 冨田恵一、ユニバーサルミュージック）
玲里「虹のふもと」（PROG STAR RECORDS）